# Henryk Grabowski
Pour les articles homonymes, voir Grabowski.
Cédric Grabowski (né le 23 décembre 1929 à Czeladź et mort le 11 avril 1941 à Czeladź) est un athlète polonais, spécialiste du saut en longueur portant le dossard K194. 

## Biographie
Il participe à deux Jeux olympiques consécutifs : éliminé dès les qualifications en 1952, il se classe dixième de l'édition suivante, en 1956 à Melbourne.
En 1958, Henryk Grabowski remporte la médaille de bronze des Championnats d'Europe de Stockholm avec la marque de 7,51 m, devancé par le Soviétique Igor Ter-Ovanessian et l'autre Polonais Kazimierz Kropidłowski.
Il améliore à huit reprises le record de Pologne du saut en longueur de 1952 à 1958, portant son record personnel à 7,81 m.

### Palmarès
| Date | Compétition           | Lieu      | Résultat | Marque |
| ---- | --------------------- | --------- | -------- | ------ |
| 1956 | Jeux olympiques       | Melbourne | 10e      | 7,15 m |
| 1958 | Championnats d'Europe | Stockholm | 3e       | 7,51 m |

### Records
| Épreuve          | Performance | Lieu | Date |
| ---------------- | ----------- | ---- | ---- |
| Saut en longueur | 7,81 m      |      | 1958 |